# 小林光 (映像プロデューサー)
小林 光（こばやし ひかる）は、映像制作会社6pucks（シックスパックス）所属のプロデューサー。自身がプロデュースを務める短編アニメーション「THE ANCESTOR」が、米国アカデミー賞の公認であるショートショートフィルムフェスティバル2018において、ジャパン部門の優秀賞、東京都知事賞を受賞。「AYESHA」が門真国際映画祭にて大阪府知事賞を受賞する。

## 製作・プロデュース
アニメーション作品　
- THE ANCESTOR（2016年）小原正至監督　声：森山周一郎、粟島瑞丸
- AYESHA（2018年）小原正至監督　声：島本須美
- アイアンプレッジ（洋題：IRON PLEDGE、2020年公開予定）袴田くるみ監督   声：森山周一郎

### 短編映画
・Girls Night Out（2017年）泉原航一監督

### 映画
・下街ろまん（2018年）孫大輔監督

### 番組
- ただ女子がご飯を食べるだけの番組（dTV MEN'S NECO,2018年）

### 展覧会
- 小原正至展（2019年4月13日～4月14日、吉祥寺ココマルシアターにて）